# Nino Ananiaschwili

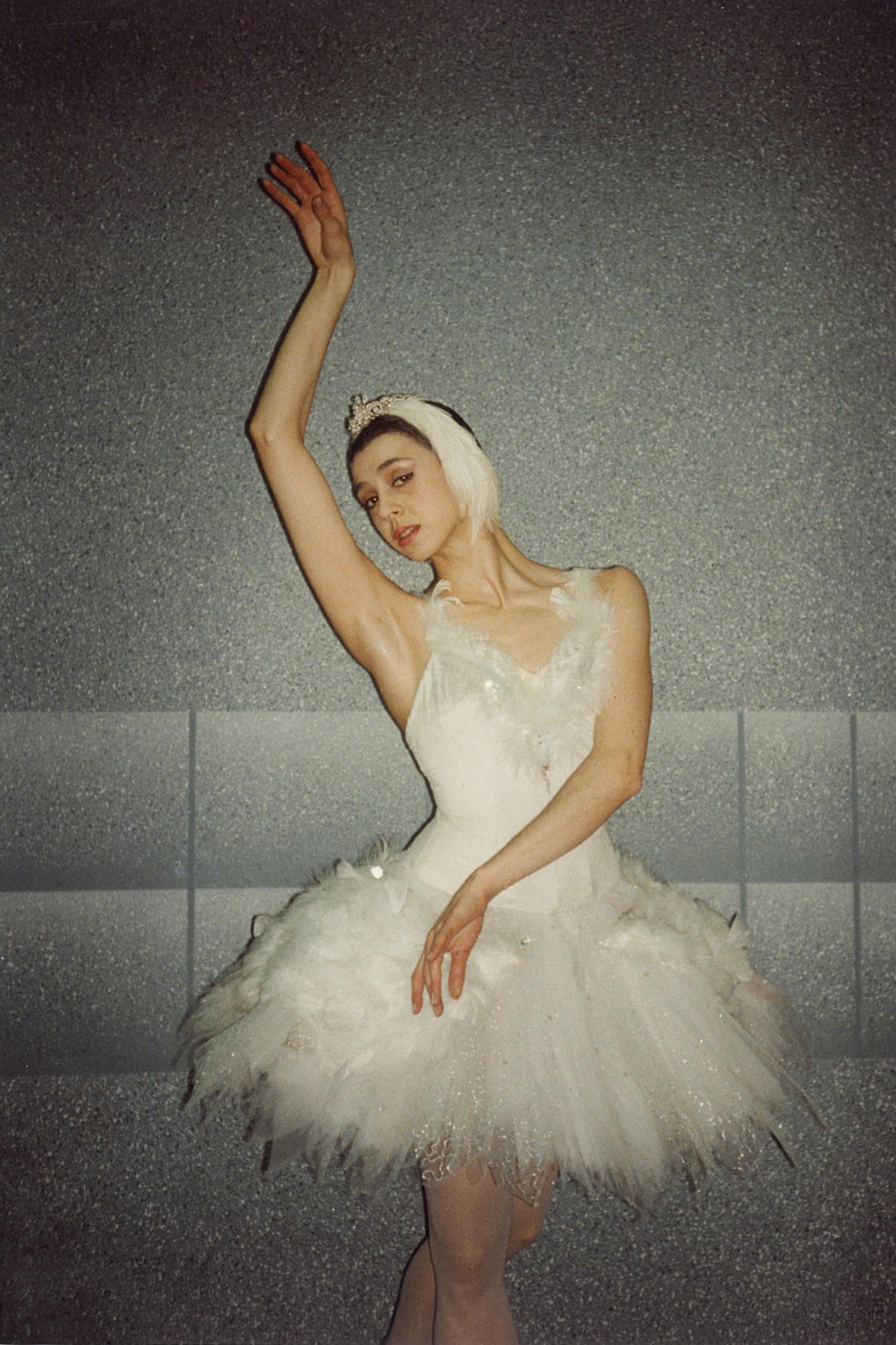
Ananiaschwili als Odette in Schwanensee

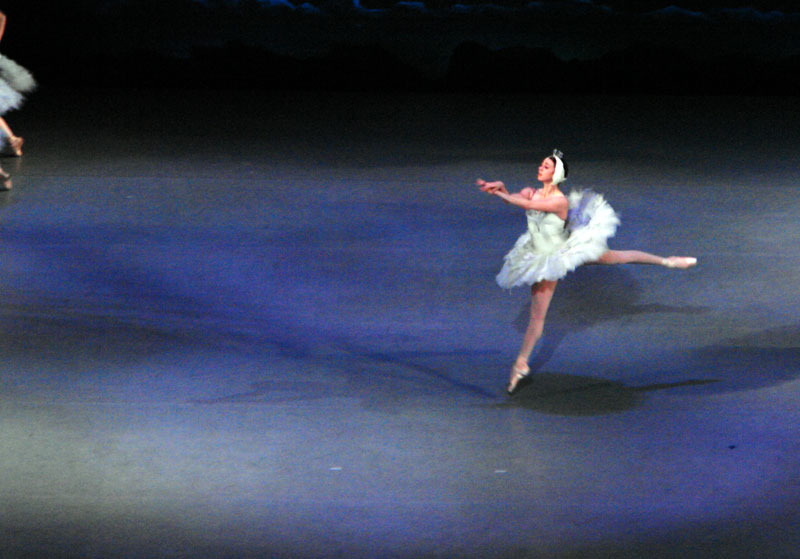
Ananiaschwili in Schwanensee

Nino Ananiaschwili (häufig auch: Nina Ananiashvili; georgisch ნინო ანანიაშვილი; russisch Нина Гедевановна Ананиашвили/Nina Gedewanowna Ananiaschwili; * 28. März 1963 in Tiflis) ist eine georgische Primaballerina. Am Moskauer Bolschoi-Theater wurde sie zum internationalen Superstar. Seit September 2004 ist sie künstlerische Leiterin des Georgischen Nationalballetts.

## Leben
Sie entstammt einer georgischen Aristokratenfamilie, ist Tochter eines Geologen und einer Sprachwissenschaftlerin. Weil sie ein kränkliches Kind war, begann sie mit vier Jahren Schlittschuh zu laufen. 1973 wurde sie georgische Jugendmeisterin im Eiskunstlaufen, wechselte dann aber zum Ballett.
An der Staatlichen Schule für Choreographie Georgiens lernte sie bei Tamara Wichodzewa und Wachtang Tschabukiani. 1976 trat sie in das Choreographische Institut, die Schule des Moskauer Bolschoi-Balletts, ein. Ihre Lehrerin dort war Natalia Viktorowna Zolotowa. 1980 errang sie die Goldmedaille für Junioren beim Internationalen Wettbewerb von Warna (Bulgarien) und den Großen Preis beim Moskauer Ballett-Wettbewerb.
Nach ihrem Schulabschluss 1981 wurde sie in das Bolschoi-Ballett aufgenommen. Ihren ersten größeren Auftritt hatte sie 1982 als Prinzessin Odette-Odile in Schwanensee während der Tournée des Balletts in Deutschland. Sie erwarb sich bald einen der ersten Plätze im Ensemble, tanzte Primaballerinenrollen in Giselle, Dornröschen, Don Quichotte, La Bayadère, Raimonda, Der Nussknacker sowie Romeo und Julia. 1985 gewann sie erneut die Goldmedaille beim Moskauer Ballett-Wettbewerb, 1986 den Grand Prix des Internationalen Ballett-Wettbewerbs in Jackson, Mississippi.
Nach einer bei Publikum und Kritikern hochgelobten Tournée mit dem Bolschoi-Ballett nach Großbritannien (1986) und durch die Vereinigten Staaten (1987), lud sie das New York City Ballett 1988 mit ihrem Partner Andris Liepa als erste sowjetische Tänzer zu einem Gastspiel ein.
Seither gilt Ananiaschwili als Superstar des Balletts. Neben ihrer Verpflichtung in Moskau wurde sie erste Tänzerin des American Ballet Theatre (ABT), trat mit dem Königlich Dänischen Ballett, dem Kirow-Ballett, dem Covent Garden Ballett, dem Königlich Schwedischen Ballett, dem Ballett von Monte Carlo, den Nationalballetts von Norwegen, Finnland und Portugal auf, sowie mit den Tanzensembles von Birmingham, Boston, München, Houston und Tokio. In den 1990er Jahren gründete sie ihr eigenes Ensemble, das Nina Ananiashvili and International Stars.
2001 feierte sie ihr 20-jähriges Bühnenjubiläum beim Bolschoi-Theater. Im September 2004 folgte sie dem Ruf des georgischen Präsidenten Micheil Saakaschwili und übernahm für zunächst drei Jahre die künstlerische Leitung des Georgischen Nationalballetts in Tiflis. Im Dezember 2004 hatte ihre erste Inszenierung, eine Trilogie von Einaktern, in Tiflis Premiere. Im Mittelpunkt des Repertoires sollen der klassische Tanz aber auch moderne Aufführungen stehen.
1991 wurde Ananiaschwili als erster Tänzerin der russische Staatspreis Triumph verliehen, 1993 der Schota-Rustaweli-Staatspreis Georgiens. Im Jahr 2000 ernannte sie das Internationale Biographische Institut zur Frau des Jahres.
Seit 2005 gehört sie dem Kuratorium des Öffentlichen Rundfunks Georgiens an.

## Privates
Seit 1988 ist sie mit dem Politiker Grigol Waschadse, von 2008 bis 2012 Außenminister Georgiens, verheiratet. Im November 2006 wurde Ananiaschwili Taufpatin des jüngsten Sohnes von Staatspräsident Saakaschwili, Nikolos.

## Videos
- Nina Ananiashvili, Aleksei Fadeyetchev with State Perm Ballet: Don Quixote. VHS (NTSC format), Kultur Video, 1993
- Nina Ananiashvili, Aleksei Fadeyetchev with State Perm Ballet: Swan Lake. VHS (NTSC format), Kultur Video, 1993
- Nina Ananiashvili and International Stars: Vol. 1. VHS (NTSC format), Video Artists Inter., 1994
- Nina Ananiashvili and International Stars: Vol. 2. VHS (NTSC format), Video Artists Inter., 1994
- Nina Ananiashvili and International Stars: Vol. 3. VHS (NTSC format), Video Artists Inter., 1994
- Nina Ananiashvili and International Stars: Vol. 4. VHS (NTSC format), Video Artists Inter., 1994
- Nina Ananiashvili and the International All-Stars of Dance: Vol. 1. DVD (Region 1), Video Arts International, 2003
- Nina Ananiashvili and the International All-Stars of Dance: Vol. 2. DVD (Region 1), Video Arts InY